# رمز ريد ومولر
كود ريد- مولر (بالإنجليزية: Reed – Muller code)‏ هي تراميزتصحيح الأخطاء يتم استخدامها في تطبيقات الاتصالات اللاسلكية، خاصة في الاتصالات في الفضاء البعيد. علاوة على ذلك، يعتمد معيار 5G المقترح على التراميزالقطبية المترابطة لتصحيح الخطأ في قناة التحكم. نظرًا لخصائصها النظرية والرياضية المواتية، تمت أيضًا دراسة تراميزريد-مولر على نطاق واسع في علم الحاسوب النظري.
تراميزريد-مولر تعمم تراميزReed-Solomon وWalsh–Hadamard. تراميزريد-مولر هي تراميزكتلة خطية قابلة للاختبار محليًا وفك التكويد محليًا وقائمة قابلة للفك. هذه الخصائص تجعلها مفيدة بشكل خاص في تصميم البراهين التي يمكن التحقق منها بشكل احتمالي.
تعد تراميزريد-مولر التقليدية رموزًا ثنائية، مما يعني أن الرسائل والكلمات البرمجية هي سلاسل ثنائية. عندما يكون r و m أعدادًا صحيحة بـ 0 ≤ r ≤ m ، فإن كود ريد-مولر مع المعلمات r و m يُشار إليه على أنه RM (r,m). عند طلب ترميز رسالة تتكون من k بت، حيث يحمل القيم كالتالي: {\displaystyle \textstyle k=\sum _{i=0}^{r}{\binom {m}{i}}}، RM (r, m) ينتج كلمة مشفرة تتكون من {\displaystyle 2^{m}} بت.
تم تسمية رموز ريد-مولر على اسم ديفيد إي مولر، الذي اكتشف الرموز في عام 1954، وإرفينغ إس. ريد، الذي اقترح أول خوارزمية فك تشفير فعالة.

## روابط خارجية
- معهد ماساتشوستس للتكنولوجيا OpenCourseWare ، 6.451 مبادئ الاتصال الرقمي 2 ، ملاحظات المحاضرة ، القسم 6.4
- GPL Matlab- تنفيذ رموز RM
- المصدر GPL Matlab- تنفيذ رموز RM
- Weiss، E. (سبتمبر 1962). "Generalized Reed-Muller codes". Information and Control. ج. 5 ع. 3: 213–222. DOI:10.1016/s0019-9958(62)90555-7. ISSN:0019-9958.